# FC San Pédro
Der Football Club de San-Pédro ist ein ivorischer Fußballverein aus San-Pédro. Aktuell spielt der Verein in der ersten  Liga des Landes, der Ligue 1.

## Erfolge
- Ivorischer Meister: 2023/24
- Ivorischer Vizemeister: 2018/19, 2019/20, 2020/21
- Ivorischer Pokalsieger: 2019

## Stadion
Der Verein trägt seine Heimspiele im Stade Municipal San-Pédro, auch bekannt als Stade Auguste Denise, in San-Pédro aus. Das Stadion hat ein Fassungsvermögen von 8000 Personen.

## Trainerchronik
| Trainer        | Nation              | von               | bis               |
| -------------- | ------------------- | ----------------- | ----------------- |
| Hakim Bargui   | Tunesien            | 1. Juli 2016      | 20. November 2016 |
| Tarek Jani     | Tunesien Frankreich | 21. November 2016 | 23. Januar 2018   |
| Faouzi Rouissi | Tunesien            | 30. Januar 2017   | 4. Oktober 2018   |
| Tarek Jani     | Tunesien Frankreich | 5. Oktober 2018   | 2. Dezember 2019  |
| Amani Yao      | Elfenbeinküste      | 11. Dezember 2019 | 6. Januar 2020    |
| Khemais Labidi | Tunesien            | 4. Januar 2020    | 24. Januar 2020   |
| Tarek Jani     | Tunesien Frankreich | 25. Januar 2020   | 16. April 2021    |
| Khemais Labidi | Tunesien            | 16. April 2021    | 24. August 2021   |
| Tarek Jani     | Tunesien Frankreich | 26. August 2021   | 13. August 2022   |